# 군남서초등학교
군남서초등학교는 대한민국 전라남도 영광군 군남면 봉덕로 1183-7 (설매리)에 있었던 공립 초등학교이다.

## 연혁
- 1969년 9월 2일 군남국민학교 양덕분교장 설립인가
- 1970년 3월 1일 학구조정으로 2학급 편성
- 1971년 7월 1일 군남서국민학교 설립인가
- 1972년 4월 3일 군남서국민학교 개교(8학급)
- 1984년 3월 10일 병설유치원 개원(1학급)
- 1996년 3월 1일 군남서초등학교로 개칭
- 1998년 2월 20일 제24회 졸업(10명 : 마지막회) 총1,242명
- 1998년 3월 1일 군남초등학교로 통폐합